# 1998 WW31
1998 WW31 es la designación provisional de un objeto del sistema solar ubicado más allá de la órbita de Neptuno. Fue descubierto en 1998 por el grupo del Observatorio Astronómico Nacional de Arizona, Estados Unidos. 1998 WW31 pertenece al grupo de los cubewanos.
1998 WW31 forma un sistema binario con otro objeto según la designación provisional de la Unión Astronómica Internacional, S/2000 (1998 WW31) 1; además es el primer objeto transneptuniano binario en ser descubierto desde que Plutón fuese descubierto en 1930. También es el sistema binario más simétrico conocido en el sistema solar.[cita requerida]